# Ismail di Kelantan
Paduka Sri Sultan Ismail I ibni al-Marhum Sultan Muhammad IV (20 agosto 1880 – Kota Bharu, 20 giugno 1944) è stato sultano di Kelantan dal 1920 al 1944.

## Biografia
Ismail di Kelantan nacque il 20 agosto 1880 ed era il figlio maggiore del sultano Muhammad IV e della sultana Zainab binti Nik Muhammad Amin. Venne educato privatamente. Nel 1900 entrò nel Consiglio di Stato. L'11 marzo 1901 ricevette il titolo di Tengku Sri Indra Mahkota; lo stesso anno il re del Siam gli concesse quello di Phra Rattasadana Adipati Putra. Il 22 giugno venne nominato erede apparente con il titolo di Raja Kelantan.
Ascese al trono alla morte del padre il 23 dicembre 1920 e venne incoronato il successivo 28 aprile successivo all'Istana Balai Besar di Kota Bharu. Nel 1921 ordinò la composizione dell'inno nazionale mentre l'anno dopo fece cambiare la bandiera del sultanato. Sempre nel 1921 organizzò il censimento della popolazione; dieci anni dopo ne organizzò un secondo. Si adoperò molto per lo sviluppo e la modernizzazione del suo paese. Creò infatti l'Ufficio della gestione dei terreni, la Corte Superiore, la Corte Inferiore e l'Agenzia delle entrate. Nel 1923 istituì l'Assemblea Nazionale con sede presso l'Istana Balai Besar di Kota Bharu. Il 26 agosto 1922 inaugurò la Mercantile Bank of India Ltd, la prima banca commerciale del sultanato. Nel 1926 fece arrivare l'energia elettrica a Kota Bharu. Nel 1929 fece costruire l'ospedale generale della capitale, mentre il 19 aprile 1932 inaugurò il ponte di pietra tra Kota Bharu e Kuala Krai che sostituì il vicino ponte sospeso ormai fatiscente e pericoloso. Il 5 settembre 1931 inaugurò una nuova linea ferroviaria e l'anno successivo aprì l'autostrada tra Pasir Mas e Kuala Terengganu. Il 20 marzo 1935 inaugurò l'acquedotto della capitale e il 10 febbraio dell'anno successivo il primo aeroporto del sultanato.
Durante la seconda guerra mondiale le forze giapponesi invasero il Kelantan e conquistarono Kota Bharu l'8 dicembre 1941, ponendo lo Stato sotto il dominio di un governatore militare. Il 18 ottobre 1943 il sultanato venne ceduto al Siam come parte dell'accordo segreto che aveva consentito ai giapponesi di invadere la penisola malese passando dal territorio siamese. Il Kelantan fu governato da commissari siamesi per il resto del suo regno.
Si sposò quattro volte ed ebbe un figlio che morì nell'infanzia e due figlie.
Morì di tubercolosi all'Istana Jahar di Kota Bharu il 20 giugno 1944 e fu sepolto nel cimitero reale di Kampung Langgar.